# Józef Łęski
Józef Łęski herbu Janina – podczaszy latyczowski w latach 1716–1722, sędzia kapturowy województwa bełskiego w 1733 roku.